# Port lotniczy Kapiti Coast
Port lotniczy Kapiti Coast (IATA: PPQ, ICAO: NZPP) – port lotniczy położony w Paraparaumu, na Wyspie Północnej, w Nowej Zelandii.